# Рекетир (фільм)
«Рекети́р» — казахстанський художній фільм 2007 року, знятий режисером Аханом Сатаєвим в жанрі кримінальної драми.

## Сюжет
Теглайн — «За все прийдеться платити»
Це біографічна історія про життя молодого хлопця Саяна Беккарімова, який сам коментує події протягом усього фільму від першої особи.
Фільм починається з розповіді Саяна про своє життя з моменту народження. Саян Беккарімов народився в 1970 році в Алма-Аті, в сім'ї радянських інтелігентів. В 12 років, за наполяганням батька, Саян почав відвідувати секцію боксу, поступово він досягав успіхів, ставши чемпіоном Казахської РСР. Провалившись на вступних іспитах в Казахський державний університет, Саян потрапляє в армію. Але після служби в 1991 році йому вдається поступити в технічний університет. Після розпаду СРСР його батьки втратили роботу і соціальний статус, мати була вимушена торгувати на вулиці, сім'я відчувала труднощі. Тим не менше Саян продовжував заняття боксом. Незабаром він, залишивши навчання в технічному університеті, прийняв пропозицію вступити в місцеве злочинне угрупування, що займалося в основному поборами грошей з комерсантів.
Злочинне угрупування, яким керував Руслан, займається вимаганням, захистом (найчастіше нав'язаний силою) бізнесменів від інших злочинців («кришування»), отримання грошей з боржників, грабежами, організацією «ігор в наперстки» та іншими кримінальними діями.
Фільм описує діяльність людей за межею закону і хвацькі методи заробітку в 90-і роки. Кінець фільму однозначний. Можна прослідкувати чітку лінію з відомим російським кримінальним серіалом «Бригада» (2002). Зокрема, для створення потрібної атмосфери одну з ролей грає спеціально запрошений Володимир Вдовиченков, який запам'ятався в ролі авторитета Філа в тому ж серіалі, і бандита Кота в гучному «Бумері» (2003).

## У ролях
- Саят Ісембаєв — Саян
- Мурат Бісембін — Руслан
- Асель Сагатова — Асель
- Сакен Амінов — Аман
- Ментай Утепбергенов — партнер Жана
- Володимир Вдовиченков — Володя
- Болат Калимбетов — Абу

## Касові збори
Незважаючи на популярну тематику, фільм в Казахстані ледве окупив себе. При кошторисі 800 000 доларів США, він приніс близько 1 200 000 доларів  [Архівовано 10 жовтня 2011 у Wayback Machine.].

## Цікаві факти
- Малиново-червоний Pontiac Firebird, з якого виходить один з героїв, не їздить. На зйомки його привезли на евакуаторі.
- Mercedes в кузові W140 був наданий другом режисера. Кіношники вже потім помітили тюнінгові «зябра» на передніх крилах і комп'ютером затерли їх на екрані для більшої історичної достовірності.
- Lexus LX470 належить самому режисеру.
- Всі бренди, що з'являлись на екрані, перевірялися знімальною групою на предмет року їх появи на ринку Казахстана.